# Zhu Yuling
Zhu Yuling (朱雨伶S, Zhū YǔlíngP; Mianyang, 10 gennaio 1995) è una tennistavolista cinese.
Nelle sue partecipazioni ai campionati mondiali ha finora conquistato tre medaglie d'oro (doppio nel 201, a squadre nel 2014 e 2016), due medaglie d'argento (nel doppio nel 2017 e singolare nel 2017) e due medaglie di bronzo (nel singolare 2013 e nel doppio 2013).
Inoltre ha vinto altri tornei a livello nazionale e asiatico, nonché a livello giovanile.